# Water Music (Bax)
Pour les articles homonymes, voir Water Music (homonymie).
Water Music est une œuvre pour piano du compositeur britannique Arnold Bax, écrite en 1920 et tirée de son ballet The Truth about the Russian Dancers.

## Contexte
Winter Waters n'est pas à l'origine une pièce pour piano, mais un extrait de la musique de ballet d'Arnold Bax, tirée de sa partition orchestrale pour The Truth about the Russian Dancers. La pièce s'intitule « Dance of Motherhood » et a été dansée par la célèbre ballerine Tamara Karsavina, lors de la première au London Coliseum le 15 mars 1920. Pour l'orchestre, le compositeur a d'abord donné la magnifique mélodie d'ouverture au cor, avec toutes sortes d'associations évocatrices. Elle est dédiée à Lady George Cholmondley, qui, sous le nom de Mrs Christopher Lowther, avait conçu son ballet From Dusk till Dawn en temps de guerre. L'idée date pourtant d'avant la Première Guerre mondiale, et le thème apparaît en fait dans sa première tentative infructueuse de ballet complet intitulé Tamara or King Kojata, écrit en 1911 mais non orchestré jusqu'à plus de quatre-vingts ans plus tard, lorsque Graham Parlett a produit une suite de concert à partir du manuscrit d'Arnold Bax.

## Discographie
- Piano Works, Vol. 2, Ashley Wass (piano), Naxos, 8.557592, mai 2005.